# Худий Лог
Худий Лог (словен. Hudi Log) — мале поселення в общині Мірен-Костанєвіца, Регіон Горишка, Словенія, неподалік кордону з Італією. Висота над рівнем моря: 210 м.